# Liste de peintures de Charles Le Brun
Cette page fournit une liste des tableaux et décors du peintre français Charles Le Brun (1619-1690).

## Œuvres de jeunesse (1619-1642)
| Tableau | Titre                                                               | Date           | Dimensions                                | Référence                                           | Lieu de conservation                      |
| ------- | ------------------------------------------------------------------- | -------------- | ----------------------------------------- | --------------------------------------------------- | ----------------------------------------- |
|         | Portrait du sculpteur Nicolas Le Brun, père de l'artiste            | vers 1633-1635 | Huile sur toile 86,9 × 69,3 cm            | Site du musée                                       | Salzbourg, Residenzgalerie                |
|         | Iesus Amabilis                                                      | vers 1635-1636 | Huile sur bois 35,6 x 26 cm               |                                                     | Collection particulière                   |
|         | Le Christ en croix                                                  | 1637           | Huile sur bois                            |                                                     | Moscou, musée Pouchkine                   |
|         | Sainte Geneviève tenant un cierge                                   | vers 1637-1639 | Huile sur bois (grisaille) 34,7 x 27,3 cm |                                                     | Rouen, musée des Beaux-Arts               |
|         | Allégorie de l'Automne                                              | vers 1639-1640 | Huile sur bois (grisaille) 31 x 21,5 cm   |                                                     | Collection particulière                   |
|         | Allégorie de l'Hiver                                                | vers 1639-1640 | Huile sur bois (grisaille) 31 x 21,4 cm   |                                                     | Collection particulière                   |
|         | L'Enfance                                                           | vers 1639-1640 | Huile sur bois 25,8 x 34 cm               |                                                     | Collection particulière                   |
|         | La Jeunesse                                                         | vers 1639-1640 | Huile sur bois                            |                                                     | Collection particulière                   |
|         | Saint Laurent                                                       | vers 1639-1642 | Huile sur bois (grisaille) 34 x 25 cm     |                                                     | Aix-la-Chapelle, Suermondt-Ludwig-Museum  |
|         | Piétà                                                               | vers 1639-1640 | Huile sur cuivre 35,5 x 46 cm             |                                                     | Orléans, musée des Beaux-Arts             |
|         | Le Christ au linceul                                                | vers 1639-1640 | Huile sur toile 76 x 155,8 cm             |                                                     | Dijon, musée des Beaux-Arts               |
|         | Allégorie avec une femme et deux Amours                             | vers 1640      | Huile sur bois (grisaille) 24 x 30 cm     |                                                     | New York, Collection Marei von Saher      |
|         | Le retour du fils prodigue                                          | vers 1640      | Huile sur bois 27 x 36,5 cm               |                                                     | Saint-Cloud, musée du Grand Siècle        |
|         | Anne d'Autriche et le Dauphin devant le berceau du duc d'Anjou      | vers 1640      | Huile sur bois 27,2 x 36,5 cm             |                                                     | Versailles, musée national du château     |
|         | Hercule et les juments de Diomède (esquisse)                        | vers 1640-1641 | Huile sur toile 58 x 40,5 cm              |                                                     | Bayonne, musée Bonnat-Helleu              |
|         | Hercule et les juments de Diomède                                   | vers 1640-1641 | Huile sur toile 294 x 198 cm              | Peint pour le cardinal de Richelieu au Palais-Royal | Nottingham, Castle Museum and Art Gallery |
|         | Le martyre de saint Jean l'Évangéliste à la porte Latine (esquisse) | vers 1641-1642 | Huile sur toile 64,5 x 52,5 cm            |                                                     | Paris, musée Carnavalet                   |
|         | Le martyre de Saint Jean l’Évangéliste à la porte Latine            | vers 1641-1642 | Huile sur toile 282 × 224 cm              |                                                     | Paris, église Saint-Nicolas-du-Chardonnet |

## Séjour à Rome (1642-1645)
| Tableau | Titre                                               | Date           | Dimensions                       | Référence                                  | Lieu de conservation                                 |
| ------- | --------------------------------------------------- | -------------- | -------------------------------- | ------------------------------------------ | ---------------------------------------------------- |
|         | Le tombeau de Sénèque                               | vers 1642-1644 | Huile sur toile 37 x 44 cm       |                                            | Paris, musée du Louvre                               |
|         | Le Christ mort pleuré par les anges                 | vers 1642-1645 | Huile sur toile, 139 x 205 cm    |                                            | Madrid, Palais Royal, collections royales espagnoles |
|         | Horatius Coclès défendant le pont Sublicius         | vers 1643-1645 | Huile sur toile 121,9 × 171,8 cm |                                            | Londres, Dulwich Picture Gallery                     |
|         | La Déification d'Enée                               | 1642-1644      | Huile sur toile                  |                                            | Montréal, musée des Beaux-Arts                       |
|         | Mucius Scaevola devant Porsenna (esquisse)          | vers 1643-1645 | Huile sur toile 49 x 66 cm       |                                            | Collection particulière                              |
|         | Mucius Scaevola devant Porsenna (inachevé)          | vers 1643-1645 | Huile sur toile 85 x 111 cm      |                                            | Collection particulière                              |
|         | Mucius Scaevola devant Porsenna                     | vers 1643-1645 | Huile sur toile 96,5 x 134 cm    |                                            | Mâcon, musée des Ursulines                           |
|         | Pietà ou Le Christ mort sur les genoux de la Vierge | vers 1644      | Huile sur toile 146 × 222 cm     |                                            | Paris, musée du Louvre                               |
|         | Allégorie du Tibre                                  | vers 1645      | Huile sur toile 74 x 95,5 cm     | Peint en collaboration avec Gaspard Dughet | Collection particulière                              |
|         | La présentation de Jésus au temple                  | vers 1645      | Huile sur toile                  |                                            | Detroit, Institute of Arts                           |
|         | La Descente de croix                                | vers 1645      | Huile sur toile 75 x 62 cm       |                                            | Los Angeles, County Museum of Art                    |
|         | La Descente de croix                                | vers 1645      | Huile sur toile 78,7 x 63,5 cm   |                                            | Londres, The Victoria & Albert Museum                |
|         | La Descente de croix                                | vers 1645      | Huile sur toile 78 x 60 cm       |                                            | Prague, Narodni Galerie                              |
|         | La mort de Caton                                    | vers 1645-1646 | Huile sur toile 99,5 x 132 cm    |                                            | Arras, musée des Beaux-Arts                          |
|         | La mort de Caton                                    | vers 1645-1646 | Huile sur toile 108 x 147,5 cm   |                                            | Collection particulière                              |

## Nouvelle carrière parisienne (1646-1660)
| Tableau | Titre                                                                  | Date                                | Dimensions                         | Référence                                  | Lieu de conservation                       |
| ------- | ---------------------------------------------------------------------- | ----------------------------------- | ---------------------------------- | ------------------------------------------ | ------------------------------------------ |
|         | La montée au Calvaire                                                  | vers 1646                           | Huile sur toile 97,8 x 123,3 cm    |                                            | Houston, The Museum of Fine Arts           |
|         | Le Banquet de Didon et Énée                                            | vers 1646-1647                      | Huile sur toile 170 x 228 cm       |                                            | Dijon, musée des Beaux-Arts                |
|         | Le martyre de Saint-André (modello)                                    | 1647                                | Huile sur toile                    |                                            | Los Angeles, Getty Center                  |
|         | Le martyre de Saint-André                                              | 1647                                | Huile sur toile 410 x 310 cm       | Tableau pour le May de Notre-Dame de Paris | Paris, cathédrale Notre-Dame               |
|         | Le sacrifice de Polyxène                                               | 1647                                | Huile sur toile 171 × 131,4 cm     |                                            | New York, The Metropolitain Museum of Art  |
|         | Le Christ mort pleuré par un ange                                      | vers 1647                           | Huile sur bois 52,2 x 72,9 cm      |                                            | Saint-Germain-en-Laye, musée Ducastel-Véra |
|         | Le massacre des Innocents                                              | vers 1647 (retouché vers 1670-1672) | Huile sur toile 133 × 187,4 cm     |                                            | Londres, Dulwich Picture Gallery           |
|         | Le Frappement du rocher                                                | vers 1647-1648                      | Huile sur toile 114 x 153 cm       |                                            | Paris, musée du Louvre                     |
|         | Le Serpent d'airain                                                    | vers 1647-1650                      | Huile sur toile 95 x 133 cm        |                                            | Bristol, City Museum and Art Gallery       |
|         | La Vierge à l'enfant                                                   | 1650                                | Huile sur toile 103 x 81,5 cm      |                                            | Nancy, musée des Beaux-Arts                |
|         | Le Sacrifice d'Abraham                                                 | vers 1650-1655                      | Huile sur toile 148 x 126 cm       |                                            | Collection particulière                    |
|         | Le Sacrifice de Manué                                                  | vers 1650-1655                      | Huile sur toile 148 x 137 cm       |                                            | Maincy, château de Vaux-le-Vicomte         |
|         | La lapidation de saint Étienne                                         | 1651                                | Huile sur toile                    | Tableau pour le May de Notre-Dame de Paris | Paris, cathédrale Notre-Dame               |
|         | Le Lever de l'Aurore                                                   | 1653                                | Huile sur toile                    |                                            | Paris, musée Carnavalet                    |
|         | L'Apothéose de Psyché                                                  | 1653                                | Huile sur toile 290 x 365 cm       |                                            | Paris, musée Carnavalet                    |
|         | Le repas chez Simon                                                    | vers 1653                           | Huile sur toile                    |                                            | Venise, Galleria dell'Accademia            |
|         | Le Christ au désert servi par les anges                                | vers 1653                           | Huile sur toile 390 x 254 cm       |                                            | Paris, musée du Louvre                     |
|         | La Résurrection du Christ                                              | vers 1653-1655                      | Huile sur toile                    | Peut-être l'œuvre d'un collaborateur       | Collection particulière                    |
|         | La Madeleine renonçant aux vanités du monde                            | vers 1654-1657                      | Huile sur toile 252 × 171 cm       |                                            | Paris, musée du Louvre                     |
|         | La Madeleine dans la grotte de la Sainte-Baume                         | vers 1654-1657                      | Huile sur toile 358 x 255 cm       |                                            | Grenoble, musée de Grenoble                |
|         | Le Sommeil de l'Enfant Jésus ou Le silence                             | 1655                                | Huile sur toile 87 × 118 cm        |                                            | Paris, musée du Louvre                     |
|         | La Sainte Famille avant le retour d'Egypte dit autrefois Le Bénédicité | vers 1655                           | Huile sur toile 138 x 89 cm        |                                            | Paris, musée du Louvre                     |
|         | Suzanne justifiée par Daniel                                           | vers 1655                           | Huile sur toile 233 x 190 cm       |                                            | Collection particulière                    |
|         | Le Sacrifice de Jephté                                                 | vers 1655                           | Huile sur toile 132 cm de diamètre |                                            | Florence, Galerie des Offices              |
|         | Vénus coupant les ailes de l'Amour                                     | vers 1655 ?                         | Huile sur toile 116,2 × 104,2 cm   |                                            | Porto Rico, Musée d'art de Ponce           |
|         | La Descente du Saint-Esprit ou La Pentecôte                            | 1656-1657                           | Huile sur toile 317 x 265 cm       |                                            | Paris, musée du Louvre                     |
|         | Le Triomphe de la Vierge                                               | vers 1656-1657                      | Huile sur toile 157 x 74 cm        |                                            | Perdu, autrefois à Wilanów, Musée          |
|         | Pandore menée parmi les dieux (esquisse)                               | 1658                                | Huile sur toile                    |                                            | Vic-sur-Seille, musée Georges-de-la-Tour   |
|         | Saint Jean l'Évangéliste (modello)                                     | 1658                                | Huile sur toile 55 x 46 cm         |                                            | Montpellier, musée Fabre                   |
|         | Saint Jean l'Évangéliste                                               | 1658                                | Huile sur toile 201 x 150 cm       |                                            | Versailles, musée national du château      |
|         | Le Christ au jardin des Oliviers (version Colbert)                     | vers 1659                           | Huile sur toile 144 cm de diamètre |                                            | Paris, musée du Louvre                     |
|         | Le Christ au jardin des Oliviers (version Rousselet)                   | vers 1660 ?                         | Huile sur toile 58 x 64 cm         |                                            | Collection particulière                    |
|         | Saint Louis en prière vénérant la couronne d'épines                    |                                     | Huile sur toile 192 x 121 cm       |                                            | Saint-Cloud, musée du Grand Siècle         |
|         | La Sainte Famille                                                      |                                     | Huile sur toile 56,8 x 43,5 cm     |                                            | Cambridge, The Fitzwilliam Museum          |

### Galerie d'Hercule à l'hôtel Lambert
| Tableau | Titre                                   | Date           | Dimensions                    | Référence | Lieu de conservation               |
| ------- | --------------------------------------- | -------------- | ----------------------------- | --------- | ---------------------------------- |
|         | L'Apothéose d'Hercule parmi les Dieux   | vers 1650-1660 |                               |           | Paris, hôtel Lambert               |
|         | Préparation des noces d'Hercule et Hébé | vers 1650-1660 |                               |           | Paris, hôtel Lambert               |
|         | Le Char d'Hercule                       | vers 1650-1660 |                               |           | Paris, hôtel Lambert               |
|         | Hercule délivrant Hésione (esquisse)    | vers 1650-1660 | Huile sur toile 80 x 112 cm   |           | Karlsruhe, Staatliche Kunsthalle   |
|         | Hercule délivrant Hésione               | vers 1650-1660 |                               |           | Paris, hôtel Lambert               |
|         | Hercule combat les centaures (esquisse) | vers 1650-1660 | Huile sur toile 77,5 x 112 cm |           | Ottawa, National Gallery of Canada |
|         | Hercule combat les centaures            | vers 1650-1660 |                               |           | Paris, hôtel Lambert               |

### L'histoire de Méléagre (1658-1659)
| Tableau | Titre                               | Date      | Dimensions                       | Référence | Lieu de conservation          |
| ------- | ----------------------------------- | --------- | -------------------------------- | --------- | ----------------------------- |
|         | Méléagre offrant la hure à Atalante | vers 1658 | Huile sur toile 212,5 x 280,5 cm |           | Liverpool, Walker Art Gallery |
|         | La chasse de Méléagre et Atalante   | vers 1658 | Huile sur toile 310 x 511 cm     |           | Paris, musée du Louvre        |
|         | La mort de Méléagre                 | vers 1658 | Huile sur toile 305 x 485 cm     |           | Paris, musée du Louvre        |

## Portraits
| Tableau | Titre                                  | Date           | Dimensions                   | Référence | Lieu de conservation                                 |
| ------- | -------------------------------------- | -------------- | ---------------------------- | --------- | ---------------------------------------------------- |
|         | Portrait de Charles-Alphonse Dufresnoy | vers 1643-1644 | Huile sur bois 76 x 59 cm    |           | Paris, musée du Louvre                               |
|         | Portrait de Louis Testelin             | 1648-1650      | Huile sur toile 64 × 52 cm   |           | Paris, musée du Louvre                               |
|         | Portrait de Michel Lasne               | vers 1655      | Huile sur toile 149 x 123 cm |           | Collection particulière                              |
|         | La famille Jabach                      | vers 1660      | Huile sur toile              |           | Détruit, autrefois à Berlin, Kaiser Friedrich Museum |
|         | La famille de Jabach                   | vers 1660      | Huile sur toile 280 × 328 cm |           | New York, The Metropolitain Museum of Art            |
|         | Portrait de Louis XIV                  | vers 1661      | Huile sur toile 67 x 57 cm   |           | Versailles, musée national du château                |
|         | Le chancelier Séguier                  | 1661           | Huile sur toile 290 × 350 cm |           | Paris, musée du Louvre                               |
|         | Portrait de Turenne                    | 1664-1665      | Huile sur toile 67 × 52 cm   |           | Versailles, musée national du château                |

## Nicolas Fouquet et Vaux-le-Vicomte
| Tableau | Titre                                    | Date           | Dimensions                   | Référence | Lieu de conservation                       |
| ------- | ---------------------------------------- | -------------- | ---------------------------- | --------- | ------------------------------------------ |
|         | Le Char d'Apollon                        | vers 1655      | Huile sur toile 58 x 66 cm   |           | Saint-Cloud, musée du Grand Siècle         |
|         | Le triomphe d'Hercule                    | 1658-1660      |                              |           | Maincy, Château de Vaux-le-Vicomte         |
|         | Le Triomphe de la Fidélité               | 1658-1660      |                              |           | Maincy, Château de Vaux-le-Vicompte        |
|         | La Bataille de Constantin contre Maxence | vers 1660-1661 | Huile sur toile 111 x 173 cm |           | Château-Gontier, musée d'Art et d'Histoire |

## Les batailles d'Alexandre
| Tableau | Titre                                                                   | Date           | Dimensions                     | Référence | Lieu de conservation                  |
| ------- | ----------------------------------------------------------------------- | -------------- | ------------------------------ | --------- | ------------------------------------- |
|         | Les reines de Perse aux pieds d'Alexandre, dit aussi La tente de Darius | 1660-1661      | Huile sur toile 164 × 260 cm   |           | Versailles, musée national du château |
|         | Le Passage du Granique                                                  | 1665           | Huile sur toile 464 x 1025 cm  |           | Paris, musée du Louvre                |
|         | L'entrée d'Alexandre dans Babylone                                      | 1665           | Huile sur toile 450 × 707 cm   |           | Paris, musée du Louvre                |
|         | Alexandre et Porus                                                      | vers 1665-1673 | Huile sur toile 470 × 1 264 cm |           | Paris, musée du Louvre                |
|         | La Bataille d'Arbèles                                                   | 1669           | Huile sur toile 470 x 1265 cm  |           | Paris, musée du Louvre                |

## Le Louvre et la Galerie d'Apollon
| Tableau | Titre                                  | Date      | Dimensions                   | Référence | Lieu de conservation                      |
| ------- | -------------------------------------- | --------- | ---------------------------- | --------- | ----------------------------------------- |
|         | L'Assomption de la Vierge              | vers 1656 | Huile sur toile              |           | Cherbourg, musée Thomas-Henry             |
|         | Le crucifix aux anges                  | 1661      | Huile sur toile 174 x 128 cm |           | Paris, musée du Louvre                    |
|         | La Nuit ou Diane                       | 1664-1667 | Huile sur toile              |           | Galerie d'Apollon, Musée du Louvre, Paris |
|         | Le Soir ou Morphée                     | 1664-1667 | Huile sur toile              |           | Galerie d'Apollon, Musée du Louvre, Paris |
|         | Le Triomphe de Neptune et d'Amphitrite | 1664-1667 | Huile sur toile              |           | Galerie d'Apollon, Musée du Louvre, Paris |

## Versailles

### Le Salon de la Guerre
| Tableau | Titre                         | Date      | Dimensions                 | Référence | Lieu de conservation                  |
| ------- | ----------------------------- | --------- | -------------------------- | --------- | ------------------------------------- |
|         | L'Espagne défaite (modello)   | vers 1684 | Huile sur toile 45 x 96 cm |           | Versailles, musée national du château |
|         | L'Allemagne défaite (modello) | vers 1684 | Huile sur toile 45 x 96 cm |           | Versailles, musée national du château |
|         | La Hollande défaite (modello) | vers 1684 | Huile sur toile 45 x 96 cm |           | Versailles, musée national du château |
|         | Bellone en fureur (modello)   | vers 1684 | Huile sur toile 46 x 97 cm |           | Versailles, musée national du château |

### La galerie des Glaces (1678-1684)
| Tableau | Titre                                                                                    | Date           | Dimensions                  | Référence | Lieu de conservation                  |
| ------- | ---------------------------------------------------------------------------------------- | -------------- | --------------------------- | --------- | ------------------------------------- |
|         | Le Roi gouverne par lui-même, 1661 (modello)                                             | vers 1680      | Huile sur toile 103 x 99 cm |           | Versailles, musée national du château |
|         | Le Roi gouverne par lui-même, 1661                                                       | vers 1680-1682 |                             |           | Versailles, musée national du château |
|         | Résolution prise de faire la guerre aux Hollandias, 1671 (modello)                       | vers 1682-1684 | Huile sur toile 72 x 98 cm  |           | Auxerre, musée des Beaux-Arts         |
|         | Le Roi arme sur terre et sur mer, 1672 (modello)                                         | vers 1680      | Huile sur toile 72 x 98 cm  |           | Auxerre, musée des Beaux-Arts         |
|         | Le Roi arme sur terre et sur mer, 1672                                                   | vers 1680-1682 | Huile sur toile             |           | Versailles, musée national du château |
|         | L'Ordre rétabli dans les finances, 1662                                                  | 1681-1684      |                             |           | Versailles, musée national du château |
|         | Prise de la ville et de la vitadelle de Gand en six jours, 1678 (modello)                | vers 1682-1684 | Huile sur toile 64 x 106 cm |           | Troyes, musée des Beaux-Arts          |
|         | Prise de la ville et de la citadelle de Gand en six jours, 1678                          | vers 1682-1684 |                             |           | Versailles, musée national du château |
|         | La Hollande accepte la paix et se détache de l'Allemagne et de l'Espagne, 1678 (modello) | vers 1682-1684 | Huile sur toile 60 x 113 cm |           | Compiègne, musée Vivenel              |

### La Chapelle royale (1675-1680)
| Tableau | Titre                                                       | Date           | Dimensions                    | Référence | Lieu de conservation                  |
| ------- | ----------------------------------------------------------- | -------------- | ----------------------------- | --------- | ------------------------------------- |
|         | Maquette d'une voussure de la chapelle royale de Versailles | vers 1675-1677 | Huile sur bois 38 x 144 cm    |           | Versailles, musée national du château |
|         | Maquette d'une voussure de la chapelle royale de Versailles | vers 1675-1677 | Huile sur bois 38 x 144 cm    |           | Versailles, musée national du château |
|         | Dieu dans sa Gloire                                         | vers 1675-1677 | Huile sur toile 130 x 161 cm  |           | Le Mans, musée de Tessé               |
|         | Dieu le père adoré par les anges                            | vers 1675-1677 | Huile sur toile 60 x 102,3 cm |           | Versailles, musée national du château |
|         | La chute des anges rebelles                                 | vers 1675-1677 | Huile sur toile 162 x 129 cm  |           | Dijon, musée des Beaux-Arts           |

## Sceaux
| Tableau | Titre                                  | Date           | Dimensions                 | Référence | Lieu de conservation                 |
| ------- | -------------------------------------- | -------------- | -------------------------- | --------- | ------------------------------------ |
|         | Le Char de l'Aurore                    | vers 1672      | Huile sur toile 67 x 82 cm |           | Collection particulière              |
|         | L'Aurore sur son char chassant la Nuit | vers 1672-1674 |                            |           | Pavillon de l'Aurore, Parc de Sceaux |

## Dernières œuvres (1674-1690)
| Tableau | Titre                                    | Date           | Dimensions                      | Référence | Lieu de conservation                               |
| ------- | ---------------------------------------- | -------------- | ------------------------------- | --------- | -------------------------------------------------- |
|         | Allégorie à la gloire de Louis XIV       |                | Huile sur toile 102 x 70 cm     |           | Montauban, musée Ingres-Bourdelle                  |
|         | La Flagellation du Christ (attribué)     | vers 1670-1680 | Huile sur toile 147 x 116 cm    |           | Paris, dépôt des œuvres d'art de la Ville de Paris |
|         | La Résurrection du Christ                | 1674-1676      | Huile sur toile                 |           | Lyon, musée des Beaux-Arts                         |
|         | Apothéose de Louis XIV                   | 1677           | huile sur toile 109,5 × 78,3 cm |           | Budapest, musée des Beaux-Arts de Budapest, inv. ? |
|         | La Descente de croix                     | vers 1679-1690 | Huile sur toile                 |           | Rennes, musée des Beaux-Arts                       |
|         | Portrait funéraire d'Henriette Sélincart | 1680           | Huile sur marbre                |           | Reims, musée des Beaux-Arts                        |
|         | L'Élévation de la croix                  | 1684-1685      | Huile sur toile 155 x 197 cm    |           | Troyes, musée des Beaux-Arts                       |
|         | Moïse défendant les filles de Jethro     | 1686           | Huile sur toile 113 x 122 cm    |           | Modène, Galleria estense                           |
|         | Les noces de Moïse et Séphora            | 1687           | Huile sur toile 113 x 122 cm    |           | Modène, Galleria estense                           |
|         | L'Entrée du Christ à Jérusalem           | 1688           | Huile sur toile 153 x 214 cm    |           | Saint-Étienne, musée d'Art et d'Industrie          |
|         | Le Portement de croix                    | 1688           | Huile sur toile 153 x 214 cm    |           | Paris, musée du Louvre                             |
|         | Saint Charles Borromée                   | vers 1688-1689 | Huile sur toile 257 x 154 cm    |           | Paris, église Saint-Nicolas-du-Chardonnet          |
|         | L'Adoration des bergers                  | 1689           | Huile sur toile 91 x 117 cm     |           | Paris, musée du Louvre                             |
|         | L'Adoration des bergers                  | 1689           | Huile sur toile 151 × 215 cm    |           | Paris, musée du Louvre                             |